# 香格里拉站
香格里拉站（藏語：སེམས་ཀྱི་ཉི་ཟླ་འབབ་ཚུགས།，威利转写：Sems kyi nyi zla 'bab tshugs）是中华人民共和国云南省迪庆州香格里拉市的一个铁路车站，是丽香铁路的终点站。香格里拉站为线侧下式站房，建筑面积9,958平方米，高22米，地上两层，局部地下一层；中间的候车大厅面积为3,883平方米，最多可容纳2,000人。车站以“层峦叠嶂的雪山”为设计理念，整体造型的设计灵感源自石卡雪山，并且融入了藏式建筑元素。
2020年7月，站房主体结构封顶。2022年7月，站房主体建设完成。2023年11月26日配合丽香铁路通车而投入服務。